# Team Sunweb/Saison 2020
Diese Liste beschreibt die Mannschaft und die Erfolge des Radsportteams Sunweb in der Saison 2020.

## Erfolge

### Erfolge in der UCI WorldTour
In den Rennen der UCI WorldTour 2020 der UCI WorldTour gelangen die nachstehenden Erfolge.
| Datum         | Rennen                          | Fahrer               |
| ------------- | ------------------------------- | -------------------- |
| 11. März      | 4. Etappe Paris-Nizza (EZF)     | Søren Kragh Andersen |
| 13. März      | 6. Etappe Paris-Nizza           | Tiesj Benoot         |
| 25. August    | Bretagne Classic - Ouest-France | Michael Matthews     |
| 10. September | 12. Etappe Tour de France       | Marc Hirschi         |
| 12. September | 14. Etappe Tour de France       | Søren Kragh Andersen |
| 18. September | 19. Etappe Tour de France       | Søren Kragh Andersen |
| 30. September | Wallonischer Pfeil              | Marc Hirschi         |
| 2. Oktober    | 4. Etappe BinckBank Tour (EZF)  | Søren Kragh Andersen |
| 22. Oktober   | 18. Etappe Giro d’Italia        | Jai Hindley          |

### Erfolge in der UCI ProTour
In den Rennen der UCI ProSeries 2020 der UCI ProSeries gelangen die nachstehenden Erfolge.
| Datum       | Rennen                      | Fahrer          |
| ----------- | --------------------------- | --------------- |
| 21. Februar | 3. Etappe Algarve-Rundfahrt | Cees Bol        |
| 11. Oktober | Paris-Tours                 | Casper Pedersen |

### Erfolge in des UCI Continental Circuits
In den Rennen des UCI Continental Circuits gelangen die nachstehenden Erfolge.
| Datum         | Rennen                        | Kat. | Fahrer          |
| ------------- | ----------------------------- | ---- | --------------- |
| 5. Februar    | 1. Etappe Herald Sun Tour     | 2.1  | Alberto Dainese |
| 6. Februar    | 2. Etappe Herald Sun Tour     | 2.1  | Jai Hindley     |
| 8. Februar    | 4. Etappe Herald Sun Tour     | 2.1  | Jai Hindley     |
| 5.–9. Februar | Gesamtwertung Herald Sun Tour | 2.1  | Jai Hindley     |
| 17. September | 2. Etappe Slowakei-Rundfahrt  | 2.1  | Nico Denz       |

### Mannschaft
| Teamkader 2020                     | Teamkader 2020     | Teamkader 2020         | Teamkader 2020                        |
| Name                               | Geburtsdatum       | Land                   | Vorheriges Team                       |
| ---------------------------------- | ------------------ | ---------------------- | ------------------------------------- |
| Thymen Arensman (1. Jul.–31. Dez.) | 4. Dezember 1999   | Niederlande            | SEG Racing Academy (2020)             |
| Nikias Arndt                       | 18. November 1991  | Deutschland            | LKT Team Brandenburg (2012)           |
| Tiesj Benoot                       | 11. März 1994      | Belgien                | Lotto-Soudal (2019)                   |
| Cees Bol                           | 27. Juli 1995      | Niederlande            | SEG Racing Academy (2018)             |
| Alberto Dainese                    | 25. März 1998      | Italien                | SEG Racing Academy (2019)             |
| Nico Denz                          | 15. Februar 1994   | Deutschland            | AG2R La Mondiale (2019)               |
| Mark Donovan                       | 3. April 1999      | Vereinigtes Königreich | Team Wiggins Le Col (2019)            |
| Nils Eekhoff                       | 23. Januar 1998    | Niederlande            | Development Team Sunweb (2019)        |
| Felix Gall                         | 27. Februar 1998   | Österreich             | Development Team Sunweb (2019)        |
| Chad Haga                          | 26. August 1988    | Vereinigte Staaten     | Optum-Kelly Benefit Strategies (2013) |
| Chris Hamilton                     | 18. Mai 1995       | Australien             | Avanti IsoWhey Sports (2016)          |
| Jai Hindley                        | 5. Mai 1996        | Australien             | Mitchelton Scott (2017)               |
| Max Kanter                         | 22. Oktober 1997   | Deutschland            | Development Team Sunweb (2018)        |
| Marc Hirschi                       | 24. August 1998    | Schweiz                | Development Team Sunweb (2018)        |
| Wilco Kelderman                    | 25. März 1991      | Niederlande            | LottoNL-Jumbo (2016)                  |
| Asbjørn Kragh Andersen             | 9. April 1992      | Dänemark               | Waoo (2018)                           |
| Søren Kragh Andersen               | 10. August 1994    | Dänemark               | Trefor-Blue Water (2015)              |
| Michael Matthews                   | 26. September 1990 | Australien             | Orica-BikeExchange (2016)             |
| Joris Nieuwenhuis                  | 11. Februar 1996   | Niederlande            | Development Team Sunweb (2018)        |
| Sam Oomen                          | 15. August 1995    | Niederlande            | Rabobank Development (2015)           |
| Casper Pedersen                    | 15. März 1996      | Dänemark               | Aqua Blue Sport (2018)                |
| Robert Power                       | 11. Mai 1995       | Australien             | Mitchelton-Scott (2018)               |
| Nicolas Roche                      | 3. Juli 1984       | Irland                 | BMC Racing Team (2018)                |
| Martin Salmon                      | 29. Oktober 1997   | Deutschland            | Development Team Sunweb (2019)        |
| Michael Storer                     | 28. Februar 1997   | Australien             | Mitchelton Scott (2017)               |
| Florian Stork                      | 27. April 1997     | Deutschland            | Development Team Sunweb (2019)        |
| Jasha Sütterlin                    | 4. November 1992   | Deutschland            | Movistar Team (2019)                  |
| Martijn Tusveld                    | 9. September 1993  | Niederlande            | Roompot-Nederlandse Loterij (2017)    |
| Ilan Van Wilder                    | 14. Mai 2000       | Belgien                | Lotto-Soudal U23 (2019)               |
|                                    |                    |                        |                                       |
| Quelle: ProCyclingStats            |                    |                        |                                       |